# Кизганбашевская волость
Кизганбашевская во́лость — волость в Бирском уезде Уфимской губернии. Волостной центр — деревня Кизганбашево. Ныне территория волости в Балтачевском, Белебеевском, Бураевском, Мишкинском районах Республики Башкортостан Российской Федерации.

## География
По справочнику 1906 года волость занимает площадь в 65554 дес., из коих земли усадебной и выгонной 6296 дес., на хотной 20555 дес., сенокосной 4319 дес., неудобной 2954 дес. и занятой лесом 31430 дес.; «Местность ровная, кроме незначительных возвышенностей; есть башкирские лесные участки; протекающия реки пригодны лишь для устройства на них водяных мельниц, коих в волости насчитывается 10».

## Состав
По справочнику 1906 года селений 32.
- Анновка
- Атнагулово (теперь Староатнагулово)
- Большие Шади
- Верхне-Николаевка
- Верхний Карыш (ныне Верхнекарышево)
- Верхний Русский Кизганбаш
- Даутларово
- Екатериновка[1]
- Зелязикулево (ныне Зилязекулево)
- Имянова (ныне Имяново)
- Ишмаметево
- Иштыбаева
- Карасимова
- Карачево (теперь Новокарачево)
- Кашкалева
- Кизганбашево (Кизганбаш) — волостной центр
- Мавлютова
- Малые Шади
- Начарово
- Нижний Карыш (ныне Нижнекарышево)
- Нижний Русский Кизганбаш
- Николаевка
- Новый Карагуш
- Озерки (Осиновка[2])
- Старо-Имян-Купырова
- Старый Карагуш
- Татарбаева
- Терекеева
- Тузлукуш
- Чертанликулево
- Юбайкулева
- Яковлевка

## Население
По справочнику 1906 года жителей обоего пола 19184, состоит из башкир вотчинников и припущенников и русских (меньшинство).

## Инфраструктура
По справочнику преобладающий род занятий населения — земледелие.